# Protéine fluorescente cyan
La protéine fluorescente cyan, « Cyan Fluorescent Protein » (CFP) est une protéine produite à partir d'un mutant du gène codant la protéine fluorescente verte (GFP).  Cette protéine émet de la fluorescence à une longueur d'onde de 480 nm lorsqu'elle reçoit une lumière de longueur d'onde de 458 nm.
Comme la GFP, la CFP est une molécule servant d'outil dans les expériences et tests en biologie moléculaire et cellulaire.